# Príbelce
Príbelce (in ungherese Fehérkút) è un comune della Slovacchia facente parte del distretto di Veľký Krtíš, nella regione di Banská Bystrica.